# Arthur Russell, II barone Ampthill
Arthur Oliver Villiers Russell, II barone Ampthill, noto solitamente come Arthur Russell, barone Ampthill o Lord Ampthill (Roma, 19 febbraio 1869 – Londra, 7 luglio 1935), è stato un funzionario, dirigente sportivo e canottiere britannico.
Assistente segretario di Joseph Chamberlain dal 1895 al 1897, fu tra i membri fondatori del Comitato Olimpico Internazionale nel 1894, rappresentando il Regno Unito fino al 1898. Nel 1897 divenne segretario privato di Chamberlain fino al 1900, quando venne nominato governatore di Madras. Ricoprì questa carica dall'ottobre 1900 al febbraio 1906, divenendo viceré dell'India (ad interim) dall'aprile al dicembre 1904.

## Biografia

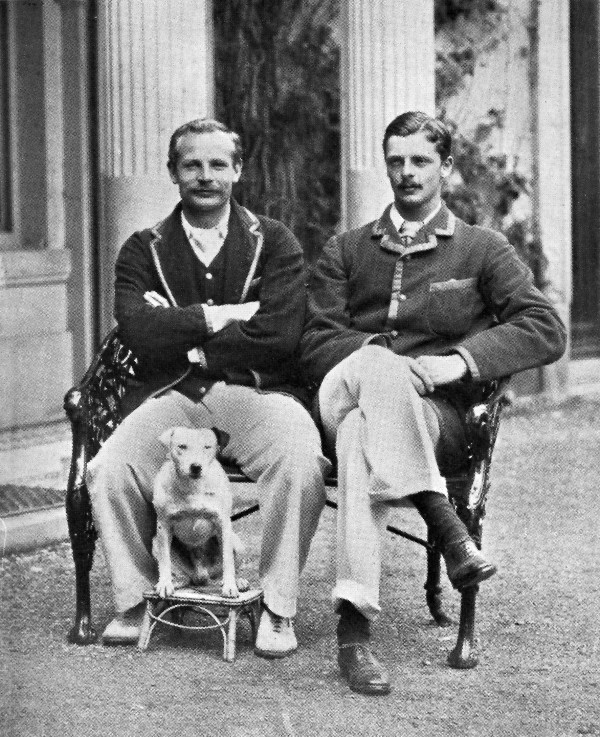
Guy Nickalls e Lord Ampthill nel 1892.

Arthur Oliver Villiers Russell è nato a Roma, in Italia, figlio maggiore di Odo Russell, I Barone Ampthill e di Lady Emily Villiers, che era Lady of the Bedchamber della regina Vittoria e figlia di George Villiers, IV conte di Clarendon. Arthur successe nella baronia di Ampthill all'età di 15 anni in seguito alla morte di suo padre. Frequentò l'Eton College, in cui ebbe modo di conoscere Pierre de Coubertin nel 1888, e il New College di Oxford, dove si laureò nel 1892 con lode in storia moderna. Vanity Fair lo descrisse come "un giovane molto alto, molto simpatico e di bell'aspetto, con una schiena lunga e forte, che è di grande importanza in barca. È un massone e un unionista liberale, anche se non è ancora famoso nella Camera dei Lord. Ha intenzione di dedicarsi alla gestione degli Affari Esteri. È abile nello sparare. Ha molti amici che lo chiamano "Dick".
A Eton, Lord Ampthill iniziò a praticare canottaggio, divenendo capitano delle barche nel 1887 e nel 1888; prese parte al Ladies' Challenge Plate durante il Henley Royal Regatta nel 1886, nel 1887 e nel 1888. Nel 1889 ha corso sia la Grand Challenge Cup che il Silver Goblets, perdendo nella finale di quest'ultimo di misura contro Cambridge, in una gara descritta come "Una delle gare migliori e più vicine mai viste". Nel 1890 gareggiò di nuovo in entrambi gli eventi, questa volta sotto i colori del New College di Oxford, e raccolse la sua prima medaglia Henley, remando con Guy Nickalls nel Silver Goblets. Gareggiò per tre volte contro Cambridge nella Boat Race (1889-1891), vincendo due volte. Nel 1891, correndo questa volta nella categoria Leander, Lord Ampthill fece parte dell'equipaggio che vinse la Grand Challenge Cup, stabilendo un nuovo record, e vinse nuovamente la Goblets, sempre con Guy Nickalls. Fu presidente sia dell'Oxford University Boat Club che dell'Oxford Union nel 1891. Dopo il periodo scolastico, remò per un breve periodo per il Leander Club, quindi si trasferì al London Rowing Club, diventando presidente del club nel 1893, carica che mantenne fino alla morte. Lord Ampthill fu eletto Steward della Henley Royal Regatta nel 1896, ruolo che ricoprì fino al 1900 e poi di nuovo dal 1910 al 1927.
Nel 1894, all'età di 25 anni, fu nominato membro fondatore del Comitato Olimpico Internazionale da Pierre de Coubertin; fu uno dei due rappresentanti del Regno Unito, insieme a Charles Herbert. È possibile che questa nomina fosse un'idea dell'ultimo periodo, dal momento che Lord Ampthill è l'unico dei membri fondatori a non apparire nel programma del Congresso della Sorbona del 1894; ciò probabilmente è dovuto al fatto che de Coubertin sentiva di aver bisogno di eleggere qualcuno con più credenziali sociali rispetto a Herbert per rappresentare la Gran Bretagna. Sebbene avesse accettato di prestare il suo nome al progetto olimpico, Ampthill non partecipò a nessun evento olimpico e si dimise dal CIO nel 1897, quattro mesi prima del II Congresso Olimpico.

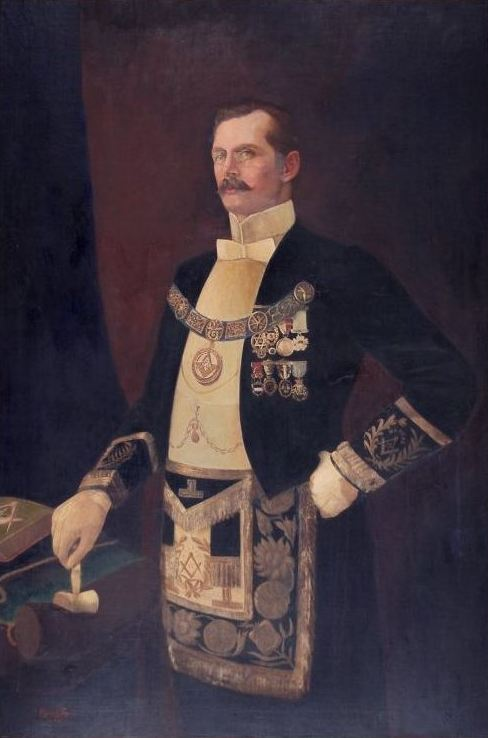
Ritratto di Lord Ampthill nel 1905 in veste di governatore di Madras.

Divenne assistente segretario privato di Joseph Chamberlain, l'allora ministro delle Colonie, dal 1895 al 1897, diventando poi segretario privato del politico londinese fino al 1900; a causa della sua simpatia per i nativi dell'India e dell'Africa meridionale e orientale, fu estromesso dalla carica presso il ministero di Chamberlain, venendo poi nominato governatore di Madras, all'età di 31 anni. Dopo la sua nomina, Russell fu nominato Cavaliere Gran Commendatore dell'Ordine dell'Impero indiano (GCIE) il 28 dicembre 1900, poco prima della sua partenza per l'India. Ricoprì la carica di governatore dall'ottobre 1900 al febbraio 1906, nel periodo in cui George Curzon, I marchese Curzon di Kedleston era Viceré dell'India; come governatore, Lord Ampthill inaugurò il King Institute a Madras, il Rangaraya Medical College di Kakinada e la Cochin State Forest Tramway. Quando terminò il mandato di Lord Curzon nel 1904, Russell fu scelto come Viceré dell'India (ad interim) fino ad una nuova nomina, dall'aprile al dicembre 1904. Il 2 settembre di quell'anno fu nominato Cavaliere Gran Commendatore dell'Ordine della Stella d'India.
Al suo ritorno in Inghilterra nel 1906, Russell si interessò delle popolazioni indiane in Sudafrica; presiedette un comitato consultivo sugli studenti indiani nel Regno Unito, opponendo al Segretario di Stato per l'India John Morley sulla questione delle riforme costituzionali. Nel 1909, Russell scrisse un'introduzione al libro di Joseph Doke MK Gandhi: an Indian Patriot in South Africa. In 13 luglio di quell'anno fu nominato vice tenente del Bedfordshire. Durante la prima guerra mondiale, Lord Ampthill comandò un battaglione del reggimento Leicestershire e due battaglioni del reggimento Bedfordshire in Francia; per due volte fu menzionato nei dispacci. Nel 1917 fu uno dei cofondatori del Partito Nazionale. Si ritirò dal servizio nel 1926 con il grado di colonnello. Lord Ampthill fu anche presidente del The Magic Circle. Per quanto riguarda la massoneria, fu nominato Gran Maestro Provinciale del Bedfordshire nel 1900 e Gran Maestro distrettuale di Madras dal 1901 al 1906, mentre divenne Maestro venerabile della Gran Loggia Unita d'Inghilterra dal 1908 fino alla sua morte.
Lord Ampthill morì di polmonite il 7 luglio 1935, un giorno prima di Guy Nickalls, per cui il The Times scrisse il seguente epitaffio:
(The Times)

## Vita privata
Il 6 ottobre 1894 sposò Margaret Lygon Russell, che dal 1911 al 1953 fu Lady of the Bedchamber della regina Maria. I due ebbero cinque figli: 
- Hugo Russell, III barone Ampthill (4 ottobre 1896-3 giugno 1973);
- Lord Guy Herbrand Edward Russell (14 aprile 1898-25 settembre 1977), sposò Helen Elizabeth Lame, ebbero tre figli;
- Lady Phyllis Margaret Russell (3 giugno 1900-24 maggio 1998), sposò William Preston Thorold, non ebbero figli;
- Lord Edward Wriothesley Curzon Russell (2 giugno 1901-1982), sposò la baronessa Barbara Korff, ebbero due figlie;
- Lord Leopold Oliver Russell (26 gennaio 1907-1988), sposò Rosemary Wintour, non ebbero figli.

## Ascendenza
|                                        |                      |                                       | Genitori                                |  |  | Nonni |  |  | Bisnonni                         |  |  | Trisnonni                              |  |
|                                        |                      |                                       |                                         |  |  |       |  |  | John Russell, VI duca di Bedford |  |  | Francis Russell, marchese di Tavistock |  |
|                                        |                      |                                       |                                         |  |  |       |  |  | John Russell, VI duca di Bedford |  |  | Francis Russell, marchese di Tavistock |  |
|                                        |                      | lady Elizabeth Keppel                 |                                         |  |  |       |  |  | John Russell, VI duca di Bedford |  |  |                                        |  |
| lord George Russell                    |                      |                                       |                                         |  |  |       |  |  | John Russell, VI duca di Bedford |  |  |                                        |  |
|                                        |                      | hon. Georgiana Byng                   | George Byng, IV visconte Torrington     |  |  |       |  |  |                                  |  |  |                                        |  |
|                                        |                      | hon. Georgiana Byng                   | George Byng, IV visconte Torrington     |  |  |       |  |  |                                  |  |  |                                        |  |
|                                        |                      | hon. Georgiana Byng                   | lady Lucy Boyle                         |  |  |       |  |  |                                  |  |  |                                        |  |
| Odo Russell, I barone Ampthill         |                      | hon. Georgiana Byng                   |                                         |  |  |       |  |  |                                  |  |  |                                        |  |
|                                        |                      | hon. John Theophilus Rawdon           | John Rawdon, I conte di Moira           |  |  |       |  |  |                                  |  |  |                                        |  |
|                                        |                      | hon. John Theophilus Rawdon           | John Rawdon, I conte di Moira           |  |  |       |  |  |                                  |  |  |                                        |  |
|                                        |                      | hon. John Theophilus Rawdon           | lady Elizabeth Hastings                 |  |  |       |  |  |                                  |  |  |                                        |  |
| Elizabeth Anne Rawdon                  |                      | hon. John Theophilus Rawdon           |                                         |  |  |       |  |  |                                  |  |  |                                        |  |
|                                        |                      | Frances Hall-Stevenson                | Joseph William Hall-Stevenson           |  |  |       |  |  |                                  |  |  |                                        |  |
|                                        |                      | Frances Hall-Stevenson                | Joseph William Hall-Stevenson           |  |  |       |  |  |                                  |  |  |                                        |  |
|                                        |                      | Frances Hall-Stevenson                | Anne Foster                             |  |  |       |  |  |                                  |  |  |                                        |  |
| Arthur Russell, II barone Ampthill     |                      | Frances Hall-Stevenson                |                                         |  |  |       |  |  |                                  |  |  |                                        |  |
|                                        | lord George Villiers | Thomas Villiers, I conte di Clarendon |                                         |  |  |       |  |  |                                  |  |  |                                        |  |
|                                        | lord George Villiers | Thomas Villiers, I conte di Clarendon |                                         |  |  |       |  |  |                                  |  |  |                                        |  |
|                                        | lord George Villiers | lady Charlotte Capell                 |                                         |  |  |       |  |  |                                  |  |  |                                        |  |
| George Villiers, IV conte di Clarendon | lord George Villiers |                                       |                                         |  |  |       |  |  |                                  |  |  |                                        |  |
|                                        |                      | hon. Theresa Parker                   | John Parker, I barone Boringdon         |  |  |       |  |  |                                  |  |  |                                        |  |
|                                        |                      | hon. Theresa Parker                   | John Parker, I barone Boringdon         |  |  |       |  |  |                                  |  |  |                                        |  |
|                                        |                      | hon. Theresa Parker                   | hon. Theresa Robinson                   |  |  |       |  |  |                                  |  |  |                                        |  |
| lady Emily Villiers                    |                      | hon. Theresa Parker                   |                                         |  |  |       |  |  |                                  |  |  |                                        |  |
|                                        |                      | James Grimston, I conte di Verulam    | James Grimston, III visconte Grimston   |  |  |       |  |  |                                  |  |  |                                        |  |
|                                        |                      | James Grimston, I conte di Verulam    | James Grimston, III visconte Grimston   |  |  |       |  |  |                                  |  |  |                                        |  |
|                                        |                      | James Grimston, I conte di Verulam    | Harriot Walter                          |  |  |       |  |  |                                  |  |  |                                        |  |
| lady Katherine Grimston                |                      | James Grimston, I conte di Verulam    |                                         |  |  |       |  |  |                                  |  |  |                                        |  |
|                                        |                      | lady Charlotte Jenkinson              | Charles Jenkinson, I conte di Liverpool |  |  |       |  |  |                                  |  |  |                                        |  |
|                                        |                      | lady Charlotte Jenkinson              | Charles Jenkinson, I conte di Liverpool |  |  |       |  |  |                                  |  |  |                                        |  |
|                                        |                      | lady Charlotte Jenkinson              | Catherine Bishopp                       |  |  |       |  |  |                                  |  |  |                                        |  |
|                                        |                      | lady Charlotte Jenkinson              |                                         |  |  |       |  |  |                                  |  |  |                                        |  |